# Eicochrysops distractus
Eicochrysops distractus is een vlinder uit de familie van de Lycaenidae. De wetenschappelijke naam van de soort is voor het eerst gepubliceerd in 1913 door Joseph de Joannis en Ruggero Verity.
De soort komt voor in Ethiopië, Noord-Oeganda, Kenia, Noord-Tanzania en Jemen.